# Barca (cognome)
Barca è un cognome di lingua italiana.

## Varianti
Barcaioli, Barcaiolo, Barchetta, Varca, Varcà, Varcaiuoli, Varcaiuolo, Varchetta, Varchi, Varco.

## Origine e diffusione
Cognome tipicamente panitaliano, è presente prevalentemente in Italia centro-meridionale.
Potrebbe derivare dal termine "barca", legandosi quindi a lavori connessi, dal tardo latino barga, "barca", dal greco messapico bāris, "battello". È affine al cognome Falanga.
La variante Varchetta è campana.

## Persone
- Concesso Barca – scultore italiano
- Fabrizio Barca – politico italiano
- Giovanni Battista Barca – pittore italiano